# María Lourdes Carlé

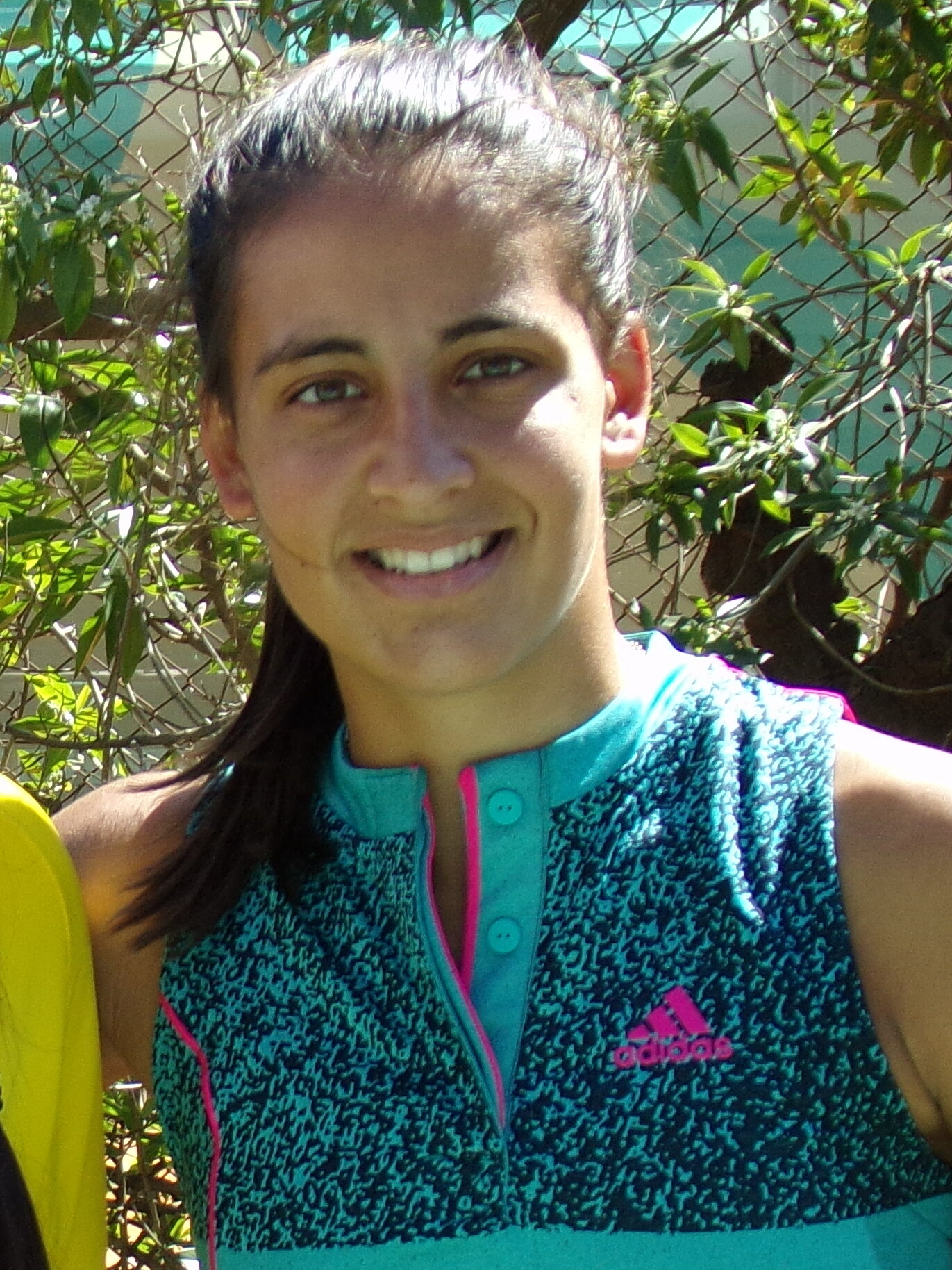
Buenos Aires 2018

María Lourdes Carlé (Daireaux, 10 februari 2000) is een tennisspeelster uit Argentinië. Carlé begon met tennis toen zij zes jaar oud was. Haar favoriete ondergrond is gravel. Zij speelt rechtshandig. Zij is actief in het internationale tennis sinds 2014.

## Loopbaan

### Enkelspel
Carlé debuteerde in 2014 op het ITF-toernooi van Villa María (Argentinië). Zij stond in 2017 voor het eerst in een finale, op het ITF-toernooi van Antalya (Turkije) – zij verloor van Russin Varvara Flink. Later dat jaar veroverde Carlé haar eerste titel, op het ITF-toernooi van Buenos Aires (Argentinië), door landgenote Stephanie Petit te verslaan. Tot op heden(juli 2025) won zij dertien ITF-titels, de meest recente in 2024 in Vero Beach (VS).
In 2021 speelde Carlé voor het eerst op een WTA-hoofdtoernooi, op het toernooi van Buenos Aires – zij verloor in de eerste ronde van haar dubbelspelpartner Despina Papamichail. Zij won haar eerste WTA-partij op het WTA-toernooi van Montevideo 2021.
Op het WTA-toernooi van Buenos Aires 2022 bereikte Carlé de halve finale – daarmee kwam zij binnen op de top 150 van de wereldranglijst. Nog weer een jaar later bereikte zij er de finale, die zij verloor van de Braziliaanse Laura Pigossi.
In 2024 trad Carlé toe tot de top 100 van de wereldranglijst. In april veroverde zij haar eerste WTA-titel, op het toernooi van La Bisbal d'Empordà, door de Spaanse Rebeka Masarova te verslaan. In mei had zij haar grandslamdebuut op Roland Garros.
Haar hoogste notering op de WTA-ranglijst is de 71e plaats, die zij bereikte in mei 2024.

### Dubbelspel
Carlé was in het dubbelspel minder actief dan in het enkelspel. Zij debuteerde in 2015 op het ITF-toernooi van Buenos Aires (Argentinië), samen met landgenote Paula Barañano. Zij stond in 2017 voor het eerst in een finale, op het ITF-toernooi van Buenos Aires (Argentinië), samen met de Britse Emily Appleton – hier veroverde zij haar eerste titel, door het Argentijnse duo Julieta Estable en Melina Ferrero te verslaan. Tot op heden(juli 2025) won zij vijf ITF-titels, de meest recente in 2022 in Tucumán (Argentinië).
In 2021 speelde Carlé voor het eerst op een WTA-hoofdtoernooi, op het toernooi van Buenos Aires, samen met de Griekse Despina Papamichail – zij bereikten er meteen de finale, die zij in de match-tiebreak verloren van het koppel Irina Maria Bara en Ekaterine Gorgodze. In 2023 veroverde Carlé haar eerste WTA-titel, op het WTA 125-toernooi van Buenos Aires, terug met Papamichail, door het koppel María Paulina Pérez García en Sofia Sewing te verslaan. Tot op heden(juli 2025) won zij drie WTA-titels, de meest recente in 2025 in Antalya, samen met de Zwitserse Simona Waltert.
Haar hoogste notering op de WTA-ranglijst is de 124e plaats, die zij bereikte in november 2024.

### Tennis in teamverband
In de periode 2016–2024 maakte Carlé deel uit van het Argentijnse Fed Cup-team – zij vergaarde daar een winst/verlies-balans van 8–4.

## Posities op deWTA-ranglijst
Positie per einde seizoen:
| jaar | rang enkelspel | rang dubbelspel |
| ---- | -------------- | --------------- |
| 2017 | 727            | 1080            |
| 2018 | 865            | –               |
| 2019 | 679            | 819             |
| 2020 | 440            | 644             |
| 2021 | 262            | 225             |
| 2022 | 161            | 175             |
| 2023 | 153            | 460             |
| 2024 | 95             | 124             |

## Palmares
| Legenda                 |
| ----------------------- |
| Grandslamtoernooi       |
| Olympische Spelen       |
| Year-End Championships  |
| Premier Mandatory       |
| Premier Five / WTA 1000 |
| Premier / WTA 500       |
| International / WTA 250 |
| Challenger / WTA 125    |

### WTA-finaleplaatsen enkelspel
| nr.              | finale     | toernooi                | ondergrond | tegenstandster  | score         |         |
| ---------------- | ---------- | ----------------------- | ---------- | --------------- | ------------- | ------- |
| gewonnen finales |            |                         |            |                 |               |         |
| 1.               | 2024-04-07 | WTA La Bisbal d'Empordà | gravel     | Rebeka Masarova | 3-6, 6-1, 6-2 | details |
| verloren finales |            |                         |            |                 |               |         |
| 1.               | 2023-12-03 | WTA Buenos Aires        | gravel     | Laura Pigossi   | 3-6, 2-6      | details |
| 2.               | 2024-11-24 | WTA Colina              | gravel     | Nina Stojanović | 6-3, 4-6, 4-6 | details |

### WTA-finaleplaatsen vrouwendubbelspel
| nr.              | finale     | toernooi         | ondergrond | partner             | tegenstandsters                      | score            |         |
| ---------------- | ---------- | ---------------- | ---------- | ------------------- | ------------------------------------ | ---------------- | ------- |
| gewonnen finales |            |                  |            |                     |                                      |                  |         |
| 1.               | 2023-12-03 | WTA Buenos Aires | gravel     | Despina Papamichail | María Paulina Pérez Sofia Sewing     | 6-3, 4-6, [11-9] | details |
| 2.               | 2023-12-09 | WTA Montevideo   | gravel     | Julia Riera         | Freya Christie Yuliana Lizarazo      | 7-6, 7-5         | details |
| 3.               | 2025-03-29 | WTA Antalya      | gravel     | Simona Waltert      | Maja Chwalińska Anastasia Dețiuc     | 3-6, 7-5, [10-3] | details |
| verloren finales |            |                  |            |                     |                                      |                  |         |
| 1.               | 2021-11-07 | WTA Buenos Aires | gravel     | Despina Papamichail | Irina Maria Bara Ekaterine Gorgodze  | 7-5, 5-7, [4-10] | details |
| 2.               | 2024-07-14 | WTA Båstad       | gravel     | Julia Riera         | Peangtarn Plipuech Tsao Chia-yi      | 5-7, 3-6         | details |
| 3.               | 2024-09-08 | WTA Montreux     | gravel     | Simona Waltert      | Quinn Gleason Ingrid Gamarra Martins | 3-6, 6-4, [7-10] | details |
| 4.               | 2025-07-20 | WTA Iași         | gravel     | Simona Waltert      | Veronika Erjavec Panna Udvardy       | 5-7, 3-6         | details |

### Gewonnen ITF-toernooien enkelspel
| nr. | finale     | toernooi            | dotatie  | ondergrond | tegenstandster in finale | score         |
| --- | ---------- | ------------------- | -------- | ---------- | ------------------------ | ------------- |
| 01. | 2017-09-17 | Buenos Aires        | $ 15.000 | gravel     | Stephanie Petit          | 2-6, 6-2, 7-6 |
| 02. | 2018-03-18 | São José dos Campos | $ 15.000 | gravel     | Victoria Bosio           | 7-5, 1-6, 6-2 |
| 03. | 2019-06-16 | Wesley Chapel       | $ 15.000 | gravel     | Victoria Emma            | 6-3, 6-1      |
| 04. | 2019-09-22 | Buenos Aires        | $ 15.000 | gravel     | Julieta Estable          | 6-4, 7-6      |
| 05. | 2020-02-16 | Cancún              | $ 15.000 | hardcourt  | Dasha Ivanova            | 6-4, 6-0      |
| 06. | 2020-10-18 | Monastir            | $ 15.000 | hardcourt  | Weronika Falkowska       | 6-3, 2-6, 6-1 |
| 07. | 2020-11-01 | Monastir            | $ 15.000 | hardcourt  | Weronika Falkowska       | 6-4, 6-3      |
| 08. | 2021-06-06 | Santo Domingo       | $ 25.000 | hardcourt  | Conny Perrin             | 6-4, 6-0      |
| 09. | 2022-05-22 | Pelham              | $ 60.000 | gravel     | Elvina Kalieva           | 6-1, 6-1      |
| 10. | 2023-05-14 | Båstad              | $ 25.000 | gravel     | İpek Öz                  | 6-4, 6-3      |
| 11. | 2023-05-21 | Bodrum              | $ 60.000 | gravel     | Irina Maria Bara         | 6-4, 6-4      |
| 12. | 2023-09-24 | Pazardzjik          | $ 40.000 | gravel     | Çağla Büyükakçay         | 6-1, 6-2      |
| 13. | 2024-01-28 | Vero Beach          | $ 75.000 | gravel     | Gabriela Lee             | 6-4, 7-6      |

## Resultaten grandslamtoernooien
| Legenda | Legenda                          |
| ------- | -------------------------------- |
| g.t.    | geen toernooi gehouden           |
| l.c.    | lagere categorie                 |
| –       | niet deelgenomen                 |
| G       | uitgeschakeld in de groepsfase   |
| 1R      | uitgeschakeld in de eerste ronde |
| 2R      | uitgeschakeld in de tweede ronde |
| 3R      | uitgeschakeld in de derde ronde  |
| 4R      | uitgeschakeld in de vierde ronde |
| KF      | uitgeschakeld in de kwartfinale  |
| HF      | uitgeschakeld in de halve finale |
| F       | de finale verloren               |
| W       | het toernooi gewonnen            |
| w-v     | winst/verlies-balans             |

### Enkelspel
| toernooi        | 2024 | 2025 |
| --------------- | ---- | ---- |
| Australian Open | –    | 1R   |
| Roland Garros   | 1R   | 1R   |
| Wimbledon       | 1R   | –    |
| US Open         | 1R   |      |

### Vrouwendubbelspel
| toernooi        | 2024 |
| --------------- | ---- |
| Australian Open | –    |
| Roland Garros   | 1R   |
| Wimbledon       | –    |
| US Open         | –    |